# Resolutie 453 Veiligheidsraad Verenigde Naties
Resolutie 453 van de Veiligheidsraad van de Verenigde Naties werd unaniem aangenomen op 12 september 1979. De Veiligheidsraad beval de eilandstaat Saint Lucia aan voor VN-lidmaatschap.

## Inhoud
De Veiligheidsraad had de aanvraag van Saint Lucia voor lidmaatschap van de VN bestudeerd, en beval de Algemene Vergadering aan om Saint Lucia toe te laten treden tot de Verenigde Naties.

## Verwante resoluties
- Resolutie 433 Veiligheidsraad Verenigde Naties (Salomonseilanden)
- Resolutie 442 Veiligheidsraad Verenigde Naties (Dominica)
- Resolutie 464 Veiligheidsraad Verenigde Naties (Sint-Vincent en de Grenadines)
- Resolutie 477 Veiligheidsraad Verenigde Naties (Zimbabwe)

Lijst ·  444 ·  445 ·  446 ·  447 ·  448 ·  449 ·  450 ·  451 ·  452 ·  453 ·  454 ·  455 ·  456 ·  457 ·  458 ·  459 ·  460 ·  461